# Sotorasib
Sotorasib (Handelsname: Lumykras resp. Lumakras; Hersteller: Amgen) ist ein Arzneistoff der KRAS-Inhibitoren, der gegen Tumoren mit Mutationen im KRas-Gen eingesetzt wird. In den USA ist er seit Mai 2021 als Lumakras zugelassen zur Behandlung des nicht-kleinzelligen Lungenkrebses (auch: nicht-kleinzelliges Lungenkarzinom, NSCLC). In Großbritannien wurde Sotorasib (Lumykras) im September 2021 und in der EU im Januar 2022 zugelassen.

## Eigenschaften
Sotorasib ist ein niedermolekularer GTPase-Inhibitor. Die atropisomere stabile (1M)-Form ist pharmakologisch aktiv, indem sie sich in die Oberflächenfurche im KRASG12C-Protein einzuschieben vermag und dort eine irreversible, kovalente Bindung eingeht über die Reaktion mit der SH-Gruppe einer Cysteinstruktur in Position 12, die nur in der mutierten KRas-Form, nicht jedoch in der normalen Form („Wildtyp“) vorkommt.
Ein weiteres chirales Zentrum befindet sich in der Position 2 des Piperazin-Strukturelements.
Die Löslichkeit von Sotorasib im wässrigen Milieu erstreckt sich im pH-Bereich zwischen 1,2 und 6,8 von 1,3 mg/ml bis 0,03 mg/ml.

## Wirkungsmechanismus
KRas-Mutationen treten häufig bei metastasierten Tumorerkrankungen auf. Eine spezifische Mutation, die als KRasG12C bekannt ist, ist ein wichtiger Treiber für das Tumorwachstum und kommt bei vielen unterschiedlichen soliden Tumoren vor. Ungefähr 13 % der NSCLC-Tumoren weisen KRasG12C-Mutation auf. Durch die irreversible, kovalente Bindung an das Cystein (C12) im mutierten KRas-Protein sperrt Sotorasib das Protein in einem inaktiven Zustand, wodurch die Downstream-Signalübertragung verhindert wird, ohne dass der Wildtyp des KRas-Proteins beeinträchtigt wird. In der Folge wird das krankhafte Zellwachstum gehemmt und die Apoptose in KRasG12C-Tumorzellen gefördert.

## Studien
Die Zulassung beruht auf Ergebnissen einer Untergruppe aus einer einarmigen, offenen, multizentrischen klinischen Studie (CodeBreaK 100), in der Sotorasib bei insgesamt über 700 Patienten mit KRasG12C-mutierten Tumoren untersucht wurde.
Begutachtet wurde eine Untergruppe von 124 Teilnehmern, die an einem lokal fortgeschrittenen oder metastasierten KRasG12C-mutierten NSCLC litten und bereits eine Behandlung mit einem Immun-Checkpoint-Inhibitor und/oder eine platinbasierte Chemotherapie erhalten hatten. Die objektive Ansprechrate (objective response rate) betrug 37 % und die durchschnittliche Ansprechdauer (duration of response, DoR) 11 Monate. Bei mindestens 58 % währte die Ansprechdauer mindestens sechs Monate.